# Hydnotrya tulasnei
Гиднотрія туласней, трюфель червоно бурий (Hydnotrya tulasnei) — вид грибів роду Гиднотрія (Hydnotrya). Гриб класифіковано у 1846 році.

## Будова
Плодове тіло бульбоподібне, діаметром до 3 см, щільно-м'ясисте. Оболонка бура, з шоколадним відтінком, особливо при висиханні, зі звивинами і ямками, що в декількох місцях проникають всередину плодового тіла, майже гладка, невіддільна від м'якоті. М'якоть рожево-бура, з численними звивистими зовнішніми венами. Спорові сумки розкидані групами, 8-спорові, витягнуто-мішковидні або циліндричні, рожево-бурі. Спори кулясті-неправильно, з товстою горбкуватою оболонкою, світло-червоно-бурі, 24-34 мкм діаметром, в сумці лежать в два ряди.

## Поширення та середовище існування
Голарктичний лісовий вид, ареал якого охоплює Європу і Азію. Мікоризоутворюючих з дубом, грабом, смерекою. Плодові тіла розвиваються протягом літа, дозрівають в серпні - вересні.

## Практичне використання
Маловідомий їстівний гриб.